# Historia del Fútbol Club Motagua
El Club Deportivo Motagua es considerado uno de los equipos de fútbol más importantes de Honduras y de Centroamérica. Sus principal color es el azul. El club fue fundado en el año 1928 y por el han pasado varias figuras como: Héctor Zelaya, quien fue el primer futbolista hondureño en anotar un gol en una Copa Mundial de Fútbol, Amado Guevara, quien hasta hoy es el futbolista con más partidos disputados en la Selección de fútbol de Honduras, Ramón Maradiaga, Mario Iván Guerrero, entre otros. Su tradicional rival es el Club Deportivo Olimpia, con quien disputa el Clásico del fútbol hondureño. En la Liga Nacional de Fútbol de Honduras posee 19 títulos, siendo el segundo equipo con más títulos en Honduras y a nivel internacional fue campeón de la Copa Interclubes de la Uncaf en 2007.

## Historia
El Club Deportivo Motagua (Las Águilas Azules, El "Ciclón Azul" o Los Mimados) nació para ser uno de los grandes protagonistas del fútbol catracho. La dedicación de sus directivos, el apoyo incondicional de sus aficionados, de jugadores y cuerpo de técnicos a través de su larga historia, han hecho del ‘Ciclón Azul’ una de las instituciones deportivas más respetadas del fútbol catracho.
Este Club de Fútbol, fue fundado el 29 de agosto de 1928 por el poeta y deportista: Marco Antonio Ponce, y el señor Marco Antonio Rosa entre otros. Estos, bautizaron al equipo como ‘Motagua’, mismo nombre del río que por algún tiempo; fue motivo de conflicto entre Honduras y Guatemala. Hoy en día, el Río Motagua sirve de zona limítrofe entre las dos naciones al final de su largo trayecto.
Así como es la trayectoria de este río, así es el historial del Club Deportivo Motagua, que con la dedicación y aportación de directivos como: Don Pedro Atala Simón, Marco Tulio Gutiérrez, Leónidas Rosa Bautista, Eduardo Atala, Pedro Atala, Cristóbal Simón, Juan Ángel Arias, Javier Atala, Juan de Dios Vides, Edgardo Zúñiga, Manuel Cáceres, etc. Estos, han dirigido al 'Ciclón Azul' de una manera sabía, para hacerlo; un cuadro triunfador.
Por sus numerosos triunfos, el Club Motagua; se ha ganado el cariño y admiración de su numerosa afición, quienes con su presencia en los estadios y con sus cánticos y barras organizadas como la; Macroazzura’, ‘Los Revolucionarios’, etc. Estos, han sabido apoyar fielmente, al Club de sus amores por más de 76 años.
Esta dedicación de los directivos, sumado al cariño que los aficionados guardan por el Club Deportivo Motagua, ha comprometido ‘siempre’; a todos los entrenadores y jugadores que en algún momento formaron, y actualmente forman parte de la institución ‘Motaguense’; a entregarse por entero, los 90 minutos de cada encuentro: “Por La Causa Azul”.

### Los Primeros 10 Títulos y 39 títulos Amateur
Los Títulos acumulados del Equipo Moataguense son 58 tomando en cuenta desde su fundación en 1928, cumpliendo en agosto de 2023, 96 años de Fundación, cabe mencionar que es el mejor Equipo del Futbol Hondureño.

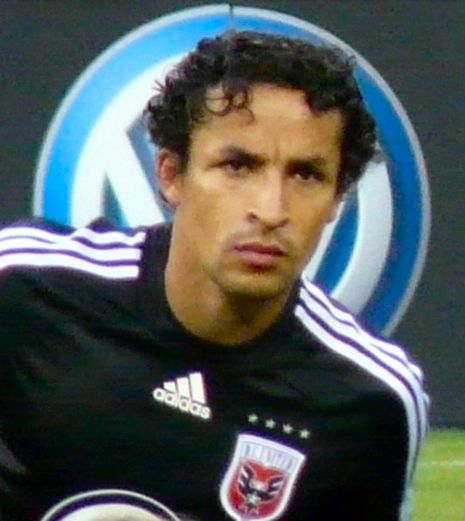
Guerrero es parte de la institución motagüense

El Club Deportivo Motagua ha sido campeón en 18 oportunidades, desde que comenzaron los torneos de la Liga Nacional de Fútbol de Honduras en 1965. Tres de estos títulos; el Motagua los ganó en torneos regulares: 1968 con Rodolfo Godoy como entrenador y en, 1970, 1974 al mando de Carlos Padilla Velásquez.
Desde que se implementaron las finales en el fútbol de Honduras, Motagua ganó un total de 8 títulos. La primera final que ganaron los "azules" fue en 1978; ante Real España de la mano del entrenador chileno Néstor Matamala.-- En el primer partido las "Águilas Azules" ganaron por 1-0 con gol de Salvador ‘Pólvora’ Bernárdez. En el partido de vuelta el Club Motagua derrotó a los ‘Catedráticos’ por marcador de 4-1. Los goles en este encuentro, fueron anotados por: Luis Alberto Reyes, en tres ocasiones y Ramón Maradiaga en una, descontando por el España Jimmy James Bailey.
Luego de este título; tuvieron que pasar 13 años para que el Motagua ganara de nuevo un campeonato. En 1991, las ‘Águilas’ se midieron de nuevo a al Real Club Deportivo España en partidos de ida y vuelta. El primer encuentro terminó empatado a cero goles por bando. Pero en el partido decisivo, el Motagua se alzó con la Copa, al vencer a los españolistas 1-0, con gol de Álex Ávila.
Para el Apertura 1997-1998; el Motagua doblegó nuevamente al Real Club Deportivo España. El primer partido terminó con marcador de 3-0, en partido celebrado en la ciudad de San Pedro Sula. Los goles de ese partido los anotaron para Motagua: Óscar Lagos, Francisco Ramírez y Amado Guevara. Posteriormente; en Tegucigalpa los ‘Azules’ vencieron a la ‘Máquina’ por marcador de 2-1, con goles de Amado Guevara y Francisco Ramírez, descontando por el España; Leo Morales.
En el siguiente campeonato, el Motagua le gana la final al Olimpia. En esa final jugada también a dos encuentros, terminó con un empate a cero goles por bando en el primer encuentro. Luego el Motagua se alzó con la Copa de la Liga Nacional de Fútbol de Honduras, al vencer a su enconado rival con “Gol de Oro” anotado por el defensa: Reynaldo Clavasquín.
Luego en el Apertura 1999-2000 los Motaguenses volverían a ganar el torneo de ‘Liga’, esta vez por la vía de los penales, después de quedar ambos encuentros empatados a cero goles.-- Para el torneo Clausura nada cambió los equipos capitalinos se volvieron a enfrentar en la final y el Motagua la ganó al Viejo León, arrebatándole nuevamente el título y de nuevo a través de los injustos y fastidiosos penales.
Después de esta final, la cosa cambió un poco para Motagua, porque esta vez se midieron al ‘Monstruo Verde’ del Marathón. El primer partido lo perdió el cuadro de Tegucigalpa, a través de un gol anotado por Jaime Rosales del club verdolaga. Pero en el partido de vuelta, los Motaguenses se desquitaron y le arrebataron de las manos; la oportunidad al cuadro de San Pedro Sula de ser campeón. En este encuentro, el Club Motagua venció al Marathón por marcador de 3-2 quedando así empatados en el global y forzando a los ‘verdes’ a ir a los penales. Allí, el Motagua demostró otra vez superioridad y doblegó al Club Deportivo Marathón y con ello logrando el cuadro ‘Azul Profundo’; su décima corona de Liga Nacional.

### Apertura 2006-07

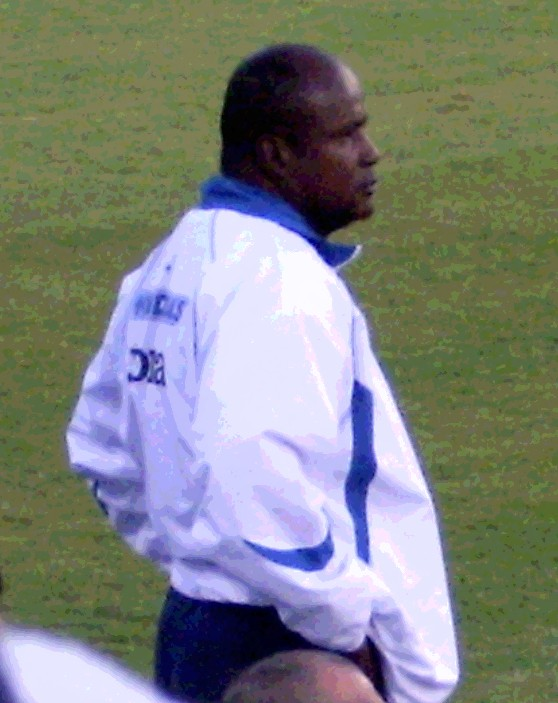
El entrenador, Gilberto Yearwood, logró un título con el Club Motagua (Ap. 2001-2002)

Luego de haber disputado 18 partidos, del torneo regular de la Liga Nacional el Motagua logró acumular 31 puntos, producto de sus 9 encuentros ganados y 4 empatados. Este puntaje, lo colocó por debajo del C.D. Olimpia y por esta razón, el 'Azul' tuvo que enfrentar en la serie semifinal al Club Hispano de la ciudad de Comayagua que finalizó en tercer lugar. El primer encuentro de esta serie, fue ganado por el cuadro 'Aurinegro' por 2-1. Pero en el partido de vuelta, el Motagua aplastó a su rival (5-0) y se llevó la serie particular con un global de 6-2. Esta victoria, le permitió al C.D. Motagua disputar la final, contra su más enconado rival: El Club Deportivo Olimpia.
‘La Final’ del torneo Apertura se jugó en una serie de dos partidos. El primero fue disputado en la capital del país ante una presencia de 32.000 espectadores. Este encuentro terminó empatado a un gol por bando. Los goles fueron convertidos por Wilmer Velásquez para los Albos y Víctor ‘Muma’ Bernàrdez para los Azules.
Para el partido de vuelta y decisivo, a efectuarse el 17 de diciembre del 2006, el presidente del Club Deportivo Olimpia; José Rafael Ferrari decidió llevárselo a San Pedro Sula. Todo esto, en contra de los deseos de la directiva del Club Motagua, quienes apelaron en vano la decisión ya que la Liga Nacional, falló a favor del Olimpia. Al final; el partido se llevó a cabo en el estadio Olímpico Metropolitano.
La historia de esta final comienza al minuto 27 de la primera parte; cuando el defensa Maynor Figueroa anota el primer gol del encuentro con un disparo raso de tiro libre, bien colocado a la esquina derecha, dando muestras claras de que el León venía a recoger la Copa. Sin embargo esas aspiraciones comenzaron a tornarse en frustración cuando Víctor Bernardez al minuto 39, cobró un tiro libre y con la potencia que lo caracteriza; disparó para vencer al guardameta Donis Escober.
Al minuto 55 el brasileño Jocimar Nascimento puso el 2:1 a favor del Motagua, luego de recibir un pase del delantero Jairo Martínez. Después de este gol, el Olimpia se lanzó con todo en busca del empate, pero fue inútil ante una bien plantada zaga motaguense. Sobre el final del encuentro; Luis Guzmán convirtió el gol que selló la victoria Azul y la onceaba copa para los dirigidos de Ramón Maradiaga.
Finalmente; el cambio de estadio no pesó a favor del Olimpia, porque los miembros del plantel azul, hicieron todo el esfuerzo necesario para llevarse el título; contra todos los pronósticos y en frente de 38.256 espectadores, en su mayoría Olimpistas.

#### Duodécimo título (2011)
Jerry Bengtson, pieza importante en la obtención del 12.º título.
Liga Nacional de Honduras
Clausura 2011' - 12.º Título
El Club Deportivo Motagua, bajo la dirección técnica de Ramón Maradiaga, debutó en el Torneo Clausura 2011 el día 16 de enero, en el Estadio Nacional de Tegucigalpa, en el empate 1-1 contra el Club Deportivo Necaxa.[53] En cuanto a partidos clásicos, Motagua derrotó a Marathón 1-0, el 30 de enero.[54] Luego, el 6 de febrero, en el Clásico del fútbol hondureño, Motagua triunfó por dos goles a uno ante Olimpia.[55] El 20 de marzo, en el Estadio Yankel Rosenthal, Motagua volvió a derrotar por la mínima a Marathón.[56] El Real España fue el único clásico rival equipo que Motagua no pudo derrotar en las vueltas regulares. La goleada más grande obtenida por Motagua fue el 4-1 del 20 de abril frente a Deportes Savio.[57]
El Motagua finalizó en la segunda posición de la tabla de posiciones con 31 puntos, y por detrás de Olimpia. En las semifinales, a Motagua le tocó enfrentar al Club Deportivo Vida, perdiendo el primer partido por 1-0 en el Estadio Ceibeño.[58] Sin embargo, en el juego de vuelta, que se disputó el sábado 30 de abril en el Estadio Nacional de Tegucigalpa, Motagua logró ganar el partido con un épico gol del colombiano Mauricio Copete a los últimos segundos de aquel histórico partido.[59]
En la final, Motagua tuvo que enfrentarse a su máximo rival, Olimpia. Ambos partidos -como es de costumbre- se disputaron en el Estadio Nacional de Tegucigalpa. En el primer juego, el cuadro azul ejerció como local, y dicho cotejo finalizó empatado a dos goles; los goleadores de Motagua fueron Amado Guevara y Jerry Bengtson.[60] Sin embargo, la historia no terminaría allí, pues en el partido de vuelta, Motagua dominó al león los 90 minutos. El primer gol de Motagua llegó tras un potentísimo disparo del guatemalteco Guillermo Ramírez, el cual Noel Valladares no pudo contener y soltó la pelota en el área, y Jerry Bengtson la mandó al fondo de la red. El segundo gol azul llegó por intermedio de Amado Guevara, quien con un potentísimo disparo que fue desviado por el defensor Juan Carlos García, venció la meta de Noel Valladares, poniendo los cartones a favor de Motagua. Finalmente el último gol que puso el partido 3-1 y que le dio el título 12 a Motagua, llegó por medio de un penal lanzado por Jerry Bengtson.[61]

#### Decimotercer título (2014)
Liga Nacional de Honduras
Apertura 2014' - 13.º Título
El Club Deportivo Motagua debutó en el Apertura 2014 el domingo 3 de agosto, y lo hizo visitando en Tocoa a Club Deportivo Real Sociedad. Ese partido terminó con empate de un gol. Luego se enfrentó en casa a Honduras Progreso y Platense, a los cuales derrotó respectivamente por 4-1 y 2-0.
El primer clásico del torneo fue ante Real España y se disputó el 24 de agosto de 2014 en San Pedro Sula. Aquella catastrófica tarde, Motagua salió goleado por 5 goles a 0. La siguiente jornada también fue muy mala, ya que se perdió el "Clásico del Fútbol Hondureño" ante Olimpia por 4 goles a 1. Estas dos vergonzosas derrotas encenderían las alarmas en el cuadro azul. En la jornada 7, en otro clásico, Motagua perdió nuevamente por 0-1 ante el Marathón.
En la segunda vuelta del Torneo, el cuadro azul tuvo un notorio levantón y logró cobrarle la goleada de 5-0 a Real España, obteniendo el mismo resultado en Tegucigalpa. También derrotó a Olimpia, pero ante Marathón volvió a perder. Motagua finalizó el torneo en la tercera posición de la Tabla con 28 puntos. En el primer juego de liguilla, correspondiente a los cuartos de final, Motagua superó a Platense con dos victorias de 2-1 (global 4-2). En las semifinales se derrotó a Olimpia con una victoria 1-0 y un empate 1-1 (global de 2-1). Finalmente, Motagua enfrentó a Real Sociedad en lo que fue la Gran Final del Torneo. El primer partido terminó con un fatídico empate de 0-0 en la ciudad de Tocoa. Sin embargo, en el juego de vuelta, ante unos 35,000 aficionados azules, Motagua derrotó a Real Sociedad por 2-1 (anotaciones de Carlos Discua y Rubilio Castillo). Esto significó para Motagua la ansiada copa número 13.

#### Decimocuarto título (2016)
Liga Nacional de Honduras
Apertura 2016' - 14.º Título
El Fútbol Club Motagua debutó en el Torneo Apertura 2016 el 31 de julio en un juego como visitante ante el Honduras Progreso, mismo que finalizó con victoria «azul» de 2 a 0. Los anotadores por Motagua fueron Reinieri Mayorquín (minuto 51) y Carlos «Chino» Discua (minuto 59).
Durante la siguiente jornada, recibiendo en casa a Real Sociedad el 7 de agosto, Motagua jugó el primer partido en condición de local del torneo. Las «águilas azules», con anotaciones de Juan Pablo Montes (minuto 9) y Marco Tulio Vega (minuto 40), se llevaron el triunfo nuevamente con un resultado de 2 a 0.
Motagua disputó, en la cuarta jornada del torneo, su primer clásico recibiendo en casa a Marathón el 14 de agosto. El «azul profundo», a través de una tripleta lograda por Rubilio Castillo (minuto 14, 57 y 90+3), le pasó por encima al «monstruo verde».

#### Decimoquinto título (2017)
Después de acabar segundo en las vueltas regulares, Motagua clasificaría a la semifinal de manera directa donde enfrentó al Real España donde el ciclón le ganaría 1-2 en la ida y empataría 2-2 en la vuelta para un global de 4-3.Mientras tanto el Honduras Progreso eliminó al Olimpia de la final, gracias a esto el equipo progreseño se sintió confiado por eliminar a un grande, en la ida jugada en el Progreso, el jugador Franklin Morales abriría el marcador al minuto 24 para los locales, sin embargo Marco Tulio Vega aprovechó un descuido del portero para anotar en el minuto 31 así empatar el partido.En el segundo tiempo Erick Andino pondría en ventaja a los azules al 63, Carlos Discua marcaría el 1-3 al minuto 69 y Marco Tulio Vega sellaría el resultado al 90+4 con un 1-4 En la vuelta disputada en el Estadio Nacional Erick Andino marcaría un doblete en los minutos 19 y 49 poniendo el marcador 2-0 y Carlos Discua marcaría el 3-0 en el minuto 74 sentenciando el partido y el marcador global 7-1, siendo el más abultado en la historia de las finales de la liga nacional, con esto Motagua no solo lograría su decimoquinto título sino también su tercer bicampeonato y el tercer título obtenido bajo la dirección técnica del argentino Diego Martín Vásquez.

## Copa UNCAF 2007

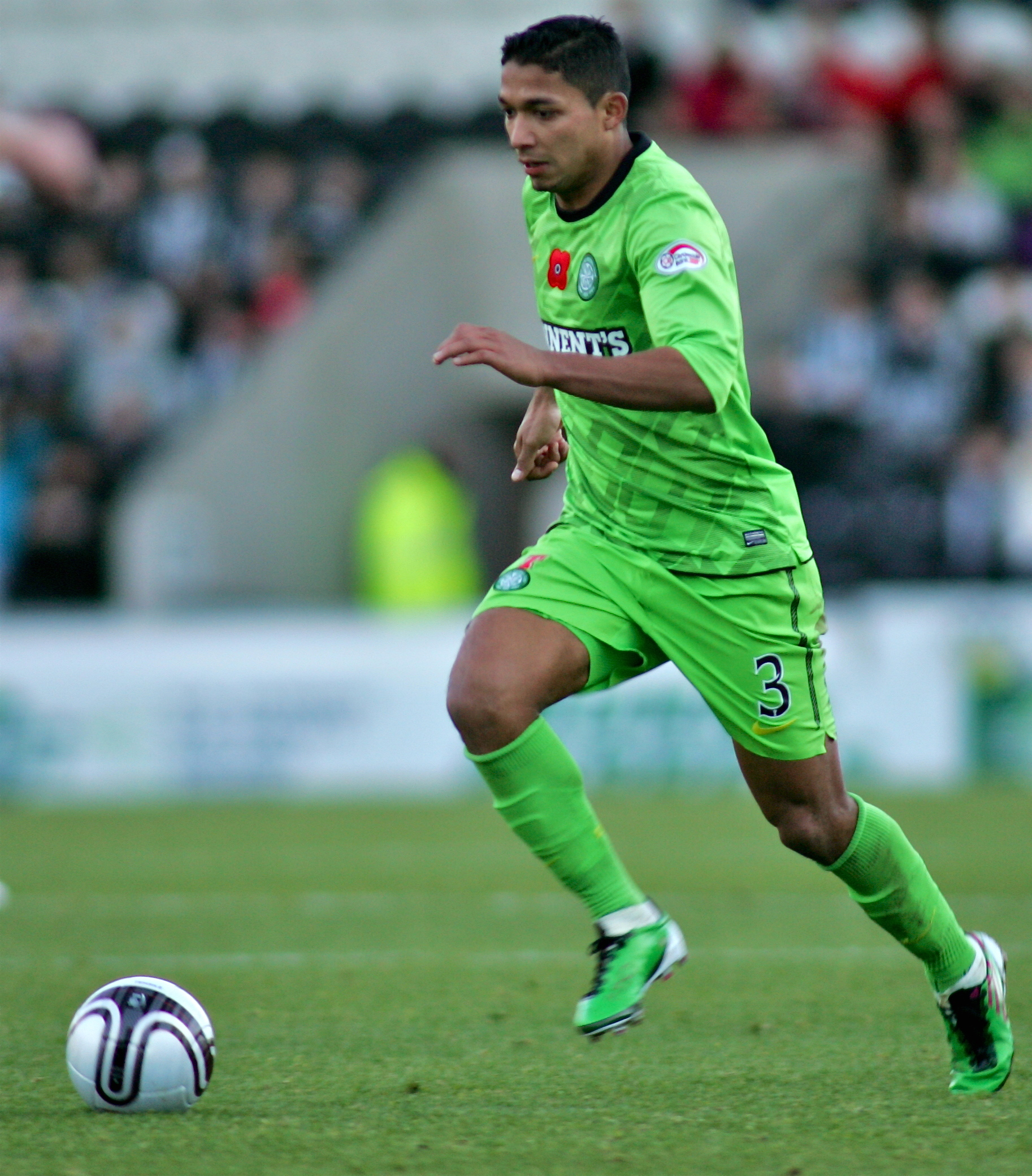
Emilio Izaguirre jugó la última Copa UNCAF de Clubes

Por más de 75 años, el Club Deportivo Motagua brilló con luz propia en los distintos torneos nacionales que participó. No obstante, el cuadro del 'Azul Profundo' nunca tuvo logros a nivel internacional; pero ello cambió en el año 2007 cuando la institución motaguense se trazó un objetivo tan claro como el agua: "Ganar el torneo de la UNCAF".
Bajo la conducción técnica de Ramón Maradiaga y la participación de 32 jugadores, el 'Ciclón Azul' tuvo que enfrentar en una fiera competencia a equipos de cuatro países del área centroamericana. Al final, el compromiso obtenido con la directiva, y la afición motivaron a todo el plantel 'Azul' a entregarse sin reservas, a lo largo de lo que sería el último torneo de la UNCAF.
En el primer partido del torneo UNCAF 2007 el 'Ciclón Azul' enfrentó como visitante al Real Estelí de Nicaragua el 7 de agosto en el estadio Independencia de la ciudad de Estelí. El encuentro altamente disputado por ambos equipos, se decidió a favor del C.D. Motagua por 2-0. El partido de vuelta se jugó el 16 de agosto en el Estadio Nacional. El equipo visitante llegó con la obligación de ganar pero enfrente tenía un equipo experimentado con figuras como Amado Guevara, el tico Bryce, y el uruguayo Torlacoff. Esta experiencia le valió al 'Azul' para lograr una contundente victoria por 3-1.
Las dos victorias del 'Ciclón' le perimitieron entonces, avanzar a los cuartos de final donde se medirían con los 'Monjes' del San Francisco de Panamá.
El primer partido de la serie; entre el San Francisco de Panamá y los 'Azules' del Motagua se jugó en el estadio Nacional el 18 de septiembre del 2007. Los 'Monjes' que venían de eliminar al Olimpia de Honduras, llegaron a Tegucigalpa a defenderse por la mayor parte del encuentro. Pero esto no les valió, porque al término del encuentro; el Club Motagua se llevó la victoria con tanto anotado por Steven Bryce al minuto 32.
El encuentro decisivo se jugó el 26 de septiembre en el Estadio Agustín Muquita Sánchez de La Chorrera. El cuadro de Ramón Maradiaga, llegó con el objetivo de mantener el cero en su portería. 'Los Panas' por otro lado, mantuvieron un claro dominio especialmente durante la mayor parte del encuentro pero nunca lograron romper el cerco defensivo del Motagua. A los 85 minutos en una jugada de contragolpe Luis Rodas, definió el encuentro a favor del Club Motagua por 1-0. Con este gol el 'Azul' se aseguraba su pase a las semifinales donde se enfrentaría al Municipal de Guatemala.
El Municipal de Guatemala y el 'Ciclón Azul' se vieron las caras el 24 de octubre, en el Mateo Flores de la capital guatemalteca ante una buena asistencia de público. Con goles de Amado Guevara al '27, '86 y Josimar al '73 el Motagua solventó el encuentro (3-1) a su favor. Con ventaja de 2 goles el Ciclón Azul recibió al equipo 'Escarlata' en el estadio Nacional de Tegucigalpa la semana siguiente. Tres testazos de: Josimar al minuto 10, Chávez al '41 y Bernárdez en la etapa de complemento sellaron la victoria 'Azul' por 3-2. Con este triunfo, Motagua cumplió su primer objetivo: Llegar por primera vez a una final de un torneo internacional. El Deportivo Saprissa lo esperaría en Costa Rica para el duelo de ida.
El primer encuentro de las dos finales se llevó a cabo el 28 de noviembre del 2007 en el estadio Ricardo Saprissa ante unos 8.000 espectadores. El cuadro tico comenzó bien, un buen manejo del campo sin embargo al final no pudo doblegar al conjunto visitante. El primer gol del encuentro, se dio en las piernas de Alpízar al minuto 7 de comenzado el partido. Así se fueron al descanso. Con el resultado a su favor el Saprissa saltó a la cancha en el segundo tiempo con una actitud de aumentar el marcador no obstante no pudieron aprovechar las opciones que generaron, por ello; el equipo 'Morado' pagó caro, a los 49 minutos Samir García al anotar el gol, que a la postre; le dio un valioso empate al C.D. Motagua.

### La Gran Final
La gran final de la última copa centroamericana se llevó a cabo el miércoles 5 de diciembre del 2007. Con más de 32.000 espectadores; el coloso de la capital hondureña, nunca antes se había vestido completamente de 'azul'. La mesa estaba servida, para que el Motagua se bebiera la gloria. Desde el pitazo inicial, Motagua salió a buscar el resultado que le diera la Copa y contra el Saprissa, pero los remates al arco del Motagua solo sirvieron para calentar las manos al arquero Fausto González.
El Saprissa por otro lado, vino hacer  su juego buen manejo en el medio campo. El equipo de Jeustin Campos se paró bien atrás y e inquieto al marco 'Azul'. Motagua por su parte, tuvo la primera oportunidad de gol en un pase filtrado del capitán Guevara a Josimar. Pero este fue solventado sin problemas, por al arquero 'Tico'. Minutos más tarde, Guevara solo; dentro del área rival remató de cabeza pero para fortuna de los 'Morados', el balón salió ligeramente desviado. El fuego 'Azul' continuó, el 'Monstruo Morado' se defendió de buena forma y evitó el ritmo acelerado que trataba de imponer el Motagua. Cuando más atacaba el Motagua, Alpizar le robó un balón a Izaguirre y mandó el balón al fondo del arco defendido por Morales. No obstante; el árbitro central salvadoreño Joel Aguilar, en la acción más polémica anuló la acción por una supuesta falta del jugador costarricense la cual no existió. La suerte estaba del lado Motaguense.
Después de esta acción los 'Azules' despertaron y llegaron al área 'Morada', pero el arquero visitante, evitaba la caída de su arco. En las prostimerías del primer tiempo, Josimar tuvo última oportunidad de anotar pero el meta Gonzáles continuaba seguro. Con el cero en ambos arcos, los equipos se fueron al descanso. En la segunda etapa, el Saprissa salió a atacar más. Esto ocasionó que dejaran espacios libres, algo que aprovechó el conjunto local.
Jairo Martínez tuvo una gran oportunidad de anotar de cabeza, pero el guardameta González voló para contener el esférico. El Motagua estaba cerca de convertir. Entonces llegó el minuto que todos los motaguenses por siempre recordarán; el 61. Emilio Izaguirre se corrió por la banda izquierda, envió un centro perfecto al área; Josimar se elevó y de testa envió al balón al fondo de la red, para decretar la apertura del marcador.
El Nacional era una locura, y los 'Azules' comenzaban a soñar con su primera conquista internacional. Luego del gol motaguense, el técnico del Saprissa se preocupó y mandó al atacante Ronald Gómez, al terreno de las acciones, que estuvo cerca de empatar el marcador. Motagua se plantó bien atrás, y supo controlar el resto del partido y el reloj. Con el pitazo final; aficionados, directivos, jugadores y cuerpo técnico del 'Ciclón Azul' festejaron de forma eufórica su primer título a nivel internacional

## Presidentes
Listado de presidentes que tuvo el club desde 1928 hasta la actualidad:
| - Marco Antonio Rosa - Carlos Amador - Juan Ángel Arias - Edgardo Zúniga - Carlos Cruz - Cristóbal Simón - Manuel Cáceres - Mario Rivera López - Francisco Zepeda - Celestino Cáceres - Joaquín González - Leonidas Rosa Bautista - Gonzalo Carías - Octasiano Valerio - Jorge Abudoj - César Romero - Horacio Fortín | - Antonio Urquía - Saturnino Vidaurreta - Marco Tulio Gutiérrez - Juda Guzmán - Heriberto Gómez - Salvador Lamas - Silverio Henríquez - Tulio Bueso - Gustavo Adolfo Alvarado - Lurio Martínez - Fausto Flores - Carlos Arriaga - Pedro Atala Simón - Javier Atala - Pedro Atala - Julio Gutiérrez - Eduardo Atala |